# Родовод
Родово́д — открытый образовательный и исследовательский многоязычный проект для построения, объединения, просмотра и изучения данных о родословных людей, в котором каждый пользователь может изменить или дополнить данные о той или иной семье, в том числе построить своё собственное родовое дерево. Родовод использует свободно распространяемое программное обеспечение MediaWiki, но с собственнической надстройкой. Одним из преимуществ Родовода по сравнению с аналогичными сайтами (например, WikiTree) является автоматическое построение генеалогических таблиц на основе введённых данных. Существенный недостаток Родовода — невозможность распечатки полного родового дерева на бумаге.
Родовод был основан в сентябре 2005 года группой разработчиков и энтузиастами генеалогии в Киеве, Украина. Название домена Rodovid происходит от укр. родовід, что означает «родословная» (родовод), «родословие» (поколенная роспись).
Проект и все данные хранятся на серверах AWS, в соответствии с лицензией Creative Commons Attribution 2.5. Движок сайта (программа для отображения родословных деревьев) является проприетарным программным обеспечением.

## Динамика роста[3]
- 25 декабря 2006 года — 50 тыс. записей
- 3 декабря 2007 года — 100 тыс. записей
- Январь 2009 года — 187 500 записей, из них русские или переведены на русский — 48 050
- 28 апреля 2010 года — 350 тыс. записей
- Сентябрь 2010 года — 400 тыс. записей
- 06 января 2011 года — 450 тыс. записей, из них русские или переведены на русский 149 401
- Октябрь 2011 года — 500 тыс. записей.
- Апрель 2012 года — 600 тыс. записей, из них русские или переведены на русский 200 000
- 2014 год — 800 тыс. записей
- 25 ноября 2016 года — 921 тыс. персон и 249 тыс. семей
- на 2.02.2018 количество записей составляет составляло 1 000 170, из них русские или переведены на русский 409 742.
- на 13.07.2018: человек — 1 032 283 ; семей — 280 864

## Планируемый или предполагаемый эффект
- Дать возможность каждому желающему (вне зависимости от возраста, нации, цвета кожи, религии или социального положения) составить своё родовое дерево и описать известное о фамилии и роде[4], восстанавливая и объединяя родственные связи, а возможно и восстановить эти связи «с библейскими временами и продлить их далее, в глубь истории».
- Совместно составить родовые деревья исторических и мифических личностей.
- Доработка новой версии импорта-экспорта GEDCOM (готовность 70 % в мае 2010 г.).
- Создание Геопортала
- Запуск новых локализаций

## Положительные моменты проекта
- Возможность ведения дерева одновременно на нескольких языках
- Бесплатность и открытость проекта, что позволяет нескольким родственникам присоединиться к единому древу и совместно его строить дистанционно.
- В отличие от большинства других генеалогических интернет-проектов в Родоводе сравнительно мало персонажей дублей и пользователи активно устраняют дубликаты[источник не указан 2128 дней].

## Критика
- Невозможность копирования и сохранения своих записей в виде файла.
- Нет возможности импорта/экспорта файлов GEDCOM, указано, что данный сервис «временно недоступен в связи с обновлением», это длится с 20 июня 2007 года.[5]
- Участники Родовода не имеют возможность распечатать плоды своего труда в виде полного родового дерева.
- Существенным недостатком Родовода является крайне слабое цитирование источников.
- Некоторые сектора (особенно английский, средневековый и античный) перегружены мифическими или полумифическими персонажами.
- Нет возможности настраивать различную степень видимости личных данных для живых и умерших людей.
- Проблемы визуализации родовых деревьев в сложных случаях (браках между близкими и дальними родственниками)[6].
- Трудности при поиске конкретной фамилии (некорректно выполняется сортировка по фамилии)[7] и уже введённых личностей[8].

## Аналоги
- Фамильный навигатор Союза возрождения родословных традиций (ввод фамилий осуществляется только путём подачи заявок)
- WikiTree (только на английском языке)
- Familypedia (на пяти языках, русский язык не поддерживается)
- WeRelate (только на английском языке)